# Spad użyteczny
Spad użyteczny, spad netto elektrowni wodnej (ang. net head of a hydroelectric power station ) – rozporządzalny spad dla wykonania pracy w turbinie. Jest różnicą między wysokością całkowitą na wlocie i na wylocie z turbiny.
Sposoby wyznaczania spadu użytecznego dla różnych rodzajów turbin i różnych układów zabudowy jest różny dla poszczególnych rodzajów turbin.